# Moneda en la Inglaterra anglosajona

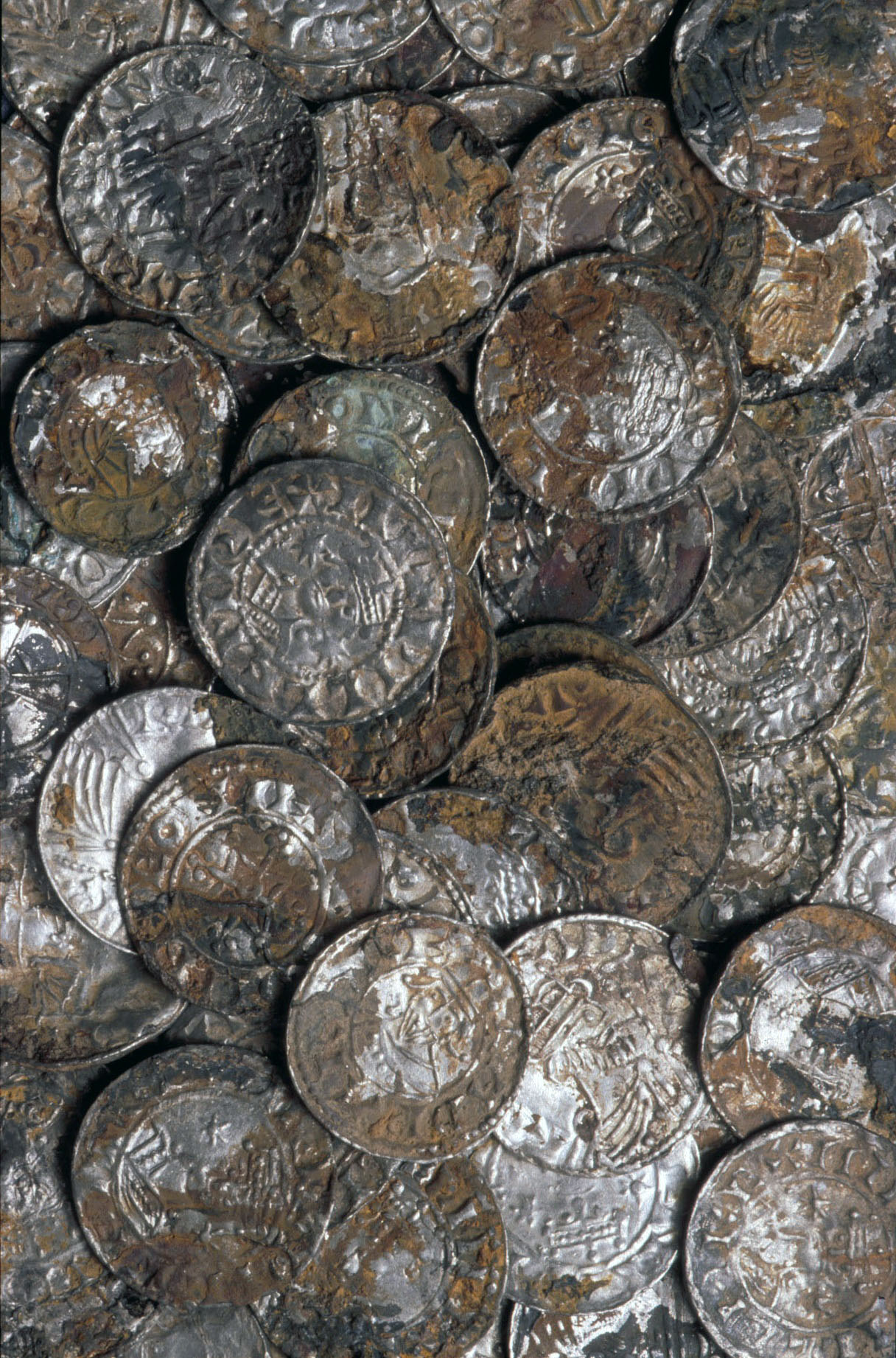
En un tesauro junto a la antigua Gobannium (Abergavenny) se encontraron monedas anglosajonas el año 2002.

La acuñación de la moneda en la Inglaterra anglosajona se refiere al uso de las mismas, ya sea por su valor monetario o por otros fines, en la Inglaterra anglosajona de principios de la Edad Media.
Los arqueólogos han descubierto grandes cantidades de monedas que datan del periodo anglosajón, ya sea a partir de acopios o de hallazgos perdidos, lo que las convierte en uno de los tipos de artefactos arqueológicos más abundantes que sobreviven de este periodo. El numismático Mark Blackburn señaló que constituyen «una valiosa fuente de pruebas para la historia económica, administrativa y política». En los últimos años, el crecimiento de la afición al detector de metales ha permitido descubrir muchas más monedas individuales que no se encuentran en los cúmulos, lo que ha contribuido a orientar las investigaciones actuales.

## Historia

### Siglos V al VII
A principios del siglo V de nuestra era, cuando Britania, que comprende lo que hoy es Inglaterra y Gales, dejó de ser una provincia del Imperio romano, la producción de moneda llegó a su fin y se desarrolló una economía no monetaria. Durante el siglo V, grupos tribales anglosajones procedentes de la Europa continental emigraron al centro y sur de Britania, introduciendo su propia lengua, religión politeísta y cultura. Aunque las monedas de oro procedentes de la Europa continental llegaron a la Inglaterra anglosajona en Kent, al principio se utilizaron con fines decorativos, y solamente empezaron a usarse como dinero a principios del siglo VII.
Las primeras monedas anglosajonas fueron producidas por Eadbaldo de Kent hacia el año 625, aunque la producción sostenida no apareceió hasta varios años después. Se trataba de pequeñas monedas de oro, denominadas scillingas (chelines) en los códigos legales anglosajones que se conservan, aunque desde entonces los numismáticos se refieren a ellas como thrymsas. Siguiendo el modelo de las monedas producidas en la misma época en la Francia merovingia —el equivalente geográfico de la Francia moderna—, estos primeros chelines de oro anglosajones solían llevar inscritas palabras tomadas de la acuñación merovingia o romana, aunque se han encontrado ejemplos que llevan en su lugar nombres como los del rey Eadbaldo de Kent, los de los acuñadores Witmen y Pada, o los de las cecas de Londres y Canterbury. Sin embargo, a medida que avanzaba el siglo VII, las monedas de oro que se producían eran cada vez más pálidas, hasta que fueron sustituidas por pequeñas y gruesas monedas de plata conocidas como sceattas hacia el año 675. Estas sceattas también se produjeron en Inglaterra, así como en las zonas continentales germánicas de la costa del Mar del Norte, desde el año 680 hasta el 750 aproximadamente, con diseños que presentaban una amplia gama iconográfica.
Hacia el año 675, el chelín de oro fue sustituido por el penning, o penique, de plata entre los anglosajones, y esta denominación monetaria seguiría siendo la principal inglesa hasta mediados del siglo XIV, durante el período medieval tardío. Los primeros peniques de plata solían estar decorados con diseños geométricos o pictóricos, y en ocasiones llevaban inscrito el nombre del emisor. Más raramente, las monedas producidas en los reinos de Northumbria y Anglia Oriental llevaban los nombres de los monarcas.

### Siglos VIII al XI
El penique de plata se mantuvo en uso hasta el siglo VIII, pero sufrió una continua degradación, ya que su finura disminuía con cada nueva acuñación. Esta tendencia continuó hasta que Eadberht de Northumbria instituyó el control sobre la producción de su moneda de plata alrededor del año 740, control que fue seguido por los otros primeros reyes ingleses en los años posteriores.

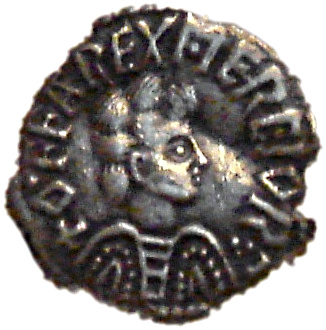
Moneda de Offa, rey de Mercia, 757-796.

A finales del siglo VIII apareció en la Inglaterra anglosajona un nuevo estilo de penique de plata, más fino y que solía llevar los nombres del rey y del acuñador que lo había acuñado. Al parecer, este nuevo tipo de penique se introdujo por primera vez en el reinado del rey Offa de Mercia, hacia el año 760.
A partir del siglo IX, los monarcas y sus gobiernos adquirieron un mayor poder sobre el control de la producción de monedas, y los diseños utilizados por los diferentes acuñadores se estandarizaron. En la década del año 860, los reinos anglosajones de Mercia y Wessex formaron una alianza monetaria por la que la moneda de un diseño común podía circular por ambas tierras.
Durante estos siglos hubo raras emisiones de moneda de oro. El rey Offa de Mercia acuñó una moneda de oro basada en el denario árabe, probablemente como parte de una donación anual al papado. Los reyes posteriores Eduardo el Viejo, Etelredo II el Indeciso y Eduardo el Confesor acuñaron monedas de oro, al igual que el arzobispo Wigmund de York.